# Bus Express
Bus Express was de naam van een netwerk van HOV-snelbuslijnen in de provincies Namen en Luxemburg, die in 2020 opgegaan zijn in het overkoepelende Waalse netwerk TEC Express. Het netwerk wordt geëxploiteerd door de TEC, entiteit "Namen-Luxemburg", samen met de buspachters Transports Penning, Sophibus, Les Rapides de la Meuse en LIM Collard-Lambert, die in opdracht van TEC rijden. Tot 26 januari 2010 reed Transport Lambin ook op Bus Express lijn 88, onder contractnummer 5561. Na die datum nam Transport Penning de contracten over. Bus Express kende anno 2014 zes lijnen, waarvan twee lijnen met hun dienst beginnen in de provincie Luxemburg en vier lijnen in de provincie Namen. Het netwerk werd opgericht om snel stedelijke centra te kunnen bereiken zonder veel tussenstops. De lijnen zijn vooral verbindingen tussen steden die geen directe treinverbinding met elkaar hebben.

## Wagenpark
Bus Express wordt integraal gereden door busmaterieel dat gebouwd is voor streekvervoer op lange afstanden. Sommige bussen zijn herkenbaar aan de sticker met de tekst Bus Express wat ze op de voorkant en/of zijkant dragen.

### Huidig wagenpark TEC
De volgende bussen doen anno 2014 dienst bij TEC op het netwerk van Bus Express.
| Serie             | Aantal | Fabrikant  | Type     | Opmerking |
| ----------------- | ------ | ---------- | -------- | --------- |
| 4.121-4.122 4.184 | 3      | Jonckheere | S2000T   |           |
| 4.320-4.321       | 2      | Irisbus    | Ares     |           |
| 4.324-4.328       | 5      | Irisbus    | Arway    |           |
| 4.330-4.340       | 11     | Irisbus    | Crossway |           |

### Voormalig wagenpark TEC
De volgende bussen deden anno 2014 dienst bij TEC op het netwerk van Bus Express, maar zijn inmiddels buiten dienst of rijden ergens anders.
| Serie        | Aantal | Fabrikant  | Type    | Opmerking |
| ------------ | ------ | ---------- | ------- | --- |
| 4.120, 4.123 | 2      | Jonckheere | S2000T  | |
| 4.323        | 1      | Irisbus    | Arway   | Reed in het najaar van 2006 op lijn 56 als proef. Wordt tegenwoordig op andere lijnen ingezet.                                                           |
| 4.826        | 1      | Jonckheere | 041-II  | Bus deed eerst dienst op de stadsbus van Namen, maar na komst van nieuwe bussen werd de bus omgebouwd tot "lange-afstandsbus" voor onder andere lijn 88. |
| 4.887-4.891  | 5      | Jonckheere | Transit | |
| 4.892        | 1      | Jonckheere | Transit | Bus deed eerst dienst op de gewone streeklijnen, maar werd in 1997 omgebouwd tot "lange-afstandsbus".                                                    |

### Wagenpark Transports Penning
De volgende bussen doen anno 2014 dienst bij Transports Penning op het netwerk van Bus Express. Deze bussen rijden onder de contractnummer 5561.
| Serie  | Aantal | Fabrikant | Type     | Opmerking |
| ------ | ------ | --------- | -------- | --------- |
| 556157 | 1      | Irisbus   | Crossway |           |

### Wagenpark Sophibus
De volgende bussen doen of deden anno 2014 dienst bij Sophibus op het netwerk van Rapido Bus. Deze bussen rijden onder de contractnummer 5611. Echter draagt de bus die er het vaakst op rijdt een ander (contract)nummer, namelijk 5614.
| Serie  | Aantal | Fabrikant              | Type        | Opmerking |
| ------ | ------ | ---------------------- | ----------- | --------- |
| 561485 | 1      | Mercedes-Benz (Evobus) | Citaro G C2 |           |

### Wagenpark LIM Collard-Lambert
De volgende bussen doen of deden anno 2014 dienst bij LIM Collard-Lambert op het netwerk van Rapido Bus. Deze bussen rijden onder de contractnummers 6081. Deze buspachter rijdt vooral op lijn 1011.
| Serie         | Aantal | Fabrikant      | Type                  | Opmerking |
| ------------- | ------ | -------------- | --------------------- | --- |
| 608106-608111 | 6      | Van Hool       | 440                   | Voormalig Collard-Lambert Buiten dienst |
| 608112-608116 | 5      | Van Hool       | A120P                 | Buiten dienst |
| 608117-608121 | 5      | Van Hool       | A600                  | 608117-608119 zijn buiten dienst |
| 608122-608123 | 2      | Van Hool       | newA600               | |
| 608124        | 1      | VDL Jonckheere | Transit 2000          | |
| 608125-608128 | 4      | Scania-Irizar  | Intercentury          | 608125-608127 zijn verkocht aan Autobus de Genval en rijden tegenwoordig rond onder nummers 961355, 961306 en 961353 (in die volgorde). 608128 is verkocht aan Transports Penning en rijdt tegenwoordig rond onder nummer 563231. |
| 608125        | 1      | Fast           | Syter                 | Voormalig Autobus de Genval 961305 |
| 608126-608127 | 2      | Jonckheere     | Transit 2000          | Verkocht aan Ets. G. Liénard et Cie en rijden tegenwoordig rond onder nummers 559145 en 559144 (in die volgorde). |
| 608126-608128 | 3      | VDL Bova       | Lexio                 | 608128 is buiten dienst |
| 608129        | 1      | Mercedes-Benz  | Mercedes-Benz Integro | Voormalig Cintra 552194 |
| 608130        | 1      | Irisbus        | Irisbus Crossway      | Voormalig Autobussen De Reys, daarvoor Autobus de Genval 961267 |

## Lijnoverzicht
Anno 2014 zijn er zes buslijnen die rijden op Bus Express. Hieronder een tabel met de huidige lijnen die overdag rijden.
| Lijn | Traject            | Frequentie  | Via |
| ---- | ------------------ | ----------- | --- |
| 56   | Namen - Couvin     | 30’ - 60’   | Jambes, Salzinnes, Malonne, Floreffe, Fosses-la-Ville, Mettet, Florennes, Philippeville, Mariembourg, Petigny en Nismes |
| 64   | Namen - Biesme     | 60’         | Jambes, Salzinnes, Malonne, Bois-de-Villers, Lesve, Saint-Gérard, Denée, Ermeton-Sur-Biert, Biesmerée, Stave en Oret |
| 81   | Namen - Hannuit    | 150’ - 180’ | Bouge, Champion, Waret-la-Chaussée, Leuze, Éghezée, Taviers, Branchon, Wasseiges, Merdorp en Thisnes |
| 82   | Namen - Geldenaken | 60’         | Jambes, Bouge, Champion, Waret-la-Chaussée, Leuze, Éghezée, Noville-sur-Mehaigne, Grand-Rosière-Hottomont, Perwijs, Thorembais-Saint-Trond, Thorembais-les-Béguines en Glimes                                                             |
| 88   | Bastenaken - Namen | 60’         | Tenneville, Champlon, Marche-les-Dames en N4 |
| 1011 | Luik - Athus       | 60’ - 150’  | Chênée, Aywaille, Harzé, Werbomont, Chêne-al-Pierre, Manhay, Fraiture Baraque, Tailles, Dinez, Houffalize, Noville, Bastenaken, Remoifosse, Sainlez, Malmaison, Warnach, Martelange, Attert, Aarlen, Weyler, Differt, Messancy en Aubange |